# CSM Satu Mare
Le CSM Satu Mare est un club roumain de volley-ball féminin fondé en 2009 et basé à Satu Mare qui évolue pour la saison 2014-2015 en Divizia A1.

## Effectifs

### Saison 2014-2015
Entraîneur :  Adrian Pricop